# Зависимость период — светимость

Зависимость период—светимость для классических цефеид

Зависимость период — светимость (англ. period-luminosity relation) — соотношение, связывающее светимость пульсирующей переменной звезды и период её пульсации. Наиболее известно соотношение для классических цефеид, которое иногда называют законом Ливитт. Открытое в 1908 году Генриеттой Суон Ливитт, соотношение позволило использовать цефеиды как стандартные свечи для масштабирования галактических и внегалактических расстояний.

## История

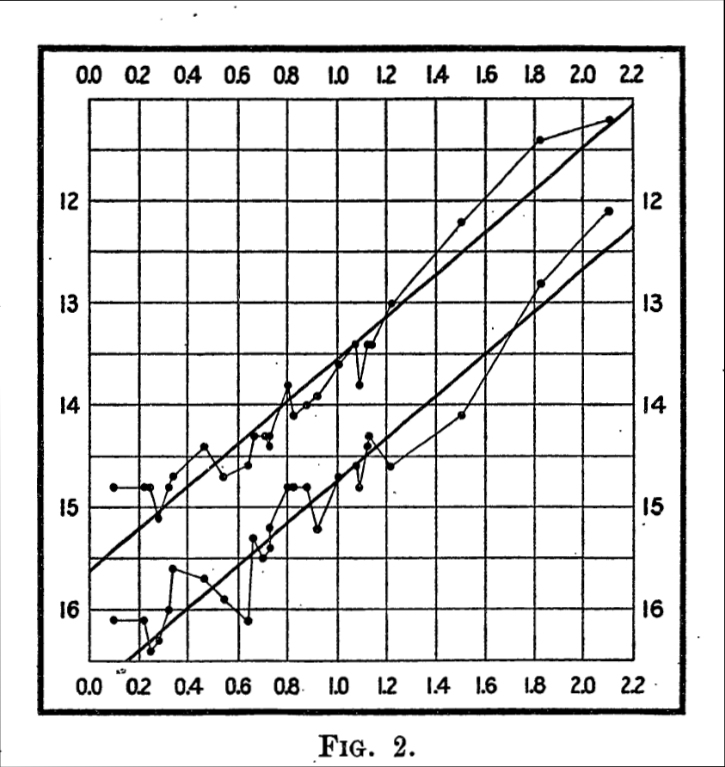
Рисунок из статьи Ливитт 1912 года. Горизонтальная ось показывает логарифм периода соответствующей цефеиды, по вертикальной оси отложена видимая звёздная величина. Линии соответствуют минимальному и
A century of cepheids: Two astronomers, a hundred years apart, use stars to measure the Universe

Ливитт, выпускница Рэдклифф-колледжа, работала в Гарвардской обсерватории вычислителем; она занималась анализом фотопластинок, измерением и каталогизацией блеска звёзд. Директор обсерватории, Эдвард Чарльз Пикеринг привлёк Ливитт к исследованию переменных звёзд в Большом и Малом Магеллановых Облаках, наблюдения которых проводились на станции Гарвардской обсерватории в Перу. Ливитт обнаружила 1777 переменных звёзд, 47 из которых отнесла к классу цефеид. В 1908 году она опубликовала результаты в Анналах астрономической обсерватории Гарвардского колледжа, отметив, что цефеиды с бо́льшим блеском обладают бо́льшим периодом пульсации. Основываясь на данной работе, Ливитт тщательно исследовала полученное соотношение между периодом и яркостью выборки из 25 цефеид Малого Магелланова Облака, и результаты анализа изложила в статье, опубликованной в 1912 году. Эта статья была отправлена и подписана Пикерингом, хотя в первом предложении отмечалось, что работа подготовлена мисс Ливитт.
В статье 1912 года Ливитт изобразила звёздную величину объектов в зависимости от логарифма периода и определила, что, по её словам, можно провести две прямые линии через точки, соответствующие максимумам и минимумам блеска, то есть существует простая зависимость между звёздной величиной цефеид и их периодом пульсации. Используя упрощающее предположение о том, что все цефеиды в Малом Магеллановом Облаке расположены приблизительно на одном расстоянии, можно считать, что видимая звёздная величина каждой звезды соответствует абсолютной звёздной величине, смещённой на фиксированное число, связанное с расстоянием. Такое допущение позволило Ливитт показать, что логарифм периода пульсации линейно связан с логарифмом среднего значения светимости цефеиды в оптическом диапазоне.
В то же время масштабный параметр был неизвестен, поскольку точно не было известно расстояние до Магеллановых Облаков. Ливитт выражала надежду, что параллаксы до некоторых цефеид удастся измерить; спустя год после публикации результатов Ливитт Эйнар Герцшпрунг определил расстояния до нескольких цефеид Млечного Пути. Используя их в качестве калибровки, можно было определить расстояние до любой цефеиды с известным периодом пульсации.
Соотношение использовал Харлоу Шепли в 1918 году для определения расстояний до шаровых скоплений и абсолютных звёздных величин переменных звёзд в скоплениях. Тогда ещё не было известно, что существует различие в соотношениях для разных типов переменных звёзд, в целом относимых к цефеидам.
Различие подтвердил Эдвин Хаббл в своей работе 1931 года о шаровых скоплениях вокруг галактики Андромеды. Долгое время не удавалось найти решение проблемы, и только в 1950-е годы было показано, что цефеиды II типа населения (чаще встречающиеся в шаровых скоплениях, расположенных вблизи галактического центра) систематически слабее, чем цефеиды I типа населения (обычно находящиеся в рассеянных звездных скоплениях и сравнительно молодые — моложе цефеид II типа населения). Переменные звёзды в скоплениях (переменные типа RR Лиры) ещё слабее.

## Соотношения
Зависимость светимости от периода известна для нескольких типов пульсирующих переменных звёзд: цефеид I типа населения, цефеид II типа населения, звёзд типа RR Лиры, мирид и других долгопериодических переменных звёзд.

### Классические цефеиды

Зависимость период—светимость для цефеид

Зависимость период — светимость для классических цефеид калибровали многие астрономы в течение XX века, начиная с Герцшпрунга. Проведение калибровки сопряжено с рядом сложностей; тем не менее в 2007 году G. Fritz Benedict и коллеги создали надёжную калибровку по данным об измеренных с помощью телескопа «Хаббл» тригонометрических параллаксах 10 ближайших к Солнцу цефеид. В 2008 году астрономы ESO определили расстояние до цефеиды RS Кормы с точностью 1 % по данным о световом эхе туманности, в которую погружена звезда. Однако этот результат оспаривается в ряде статей.
Для цефеид I типа населения существует следующее соотношение между периодом пульсации P и средней абсолютной звёздной величиной Mv, полученное по данным о тригонометрических параллаксах 10 ближайших к Солнцу цефеид:
{\displaystyle M_{\mathrm {v} }=(-2.43\pm 0.12)\left(\log _{10}P-1\right)-(4.05\pm 0.02)\,,}
где P измеряется в сутках.
 Также для вычисления расстояния d до цефеид можно использовать следующее соотношение:
{\displaystyle 5\log _{10}{d}=V+3.34\log _{10}{P}-2.45(V-I)+7.52\,.}
или
{\displaystyle 5\log _{10}{d}=V+3.37\log _{10}{P}-2.55(V-I)+7.48\,.}
I и V являются средними значениями видимой звёздной величины в ближней инфракрасной и видимой частях спектра.

## Влияние

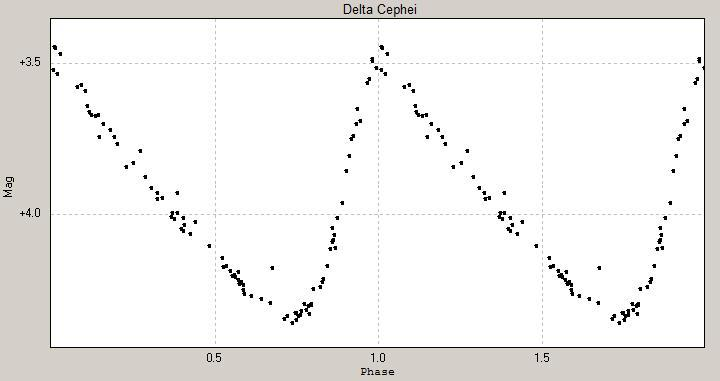
Фазовая кривая блеска переменной звезды Дельта Цефея.

Классические цефеиды (также известные как цефеиды I типа населения или переменные типа дельты Цефея) испытывают пульсации с хорошо сохраняющимся периодом протяжённостью от дней до месяцев. Цефеиды были открыты в 1784 году Эдвардом Пиготтом. Первым открытым объектом такого типа стала эта Орла, а несколько месяцев спустя Джон Гудрайк обнаружил переменность у дельты Цефея, давшей название всему классу переменных звёзд такого типа. Большинство цефеид открывают по характерному виду кривой блеска: быстрый подъём светимости и острый пик при переходе к снижению блеска.
Классические цефеиды в 4—20 раз массивнее Солнца и во много раз (до 100 000) ярче. Такие цефеиды являются жёлтыми яркими гигантами и сверхгигантами спектральных классов F6 — K2, а их радиусы могут меняться на величину до 10 % в цикле пульсации.
Работа Ливитт по исследованию цефеид в Магеллановых Облаках привела к открытию связи между светимостью и периодом пульсации цефеид. Её открытие позволило астрономам измерять расстояние до других галактик. Со временем цефеиды были открыты в других галактиках, таких как галактика Андромеды (Эдвин Хаббл, 1923—1924), после чего стало понятно, что «спиральные туманности» являются независимыми галактиками вне Млечного Пути. Открытие Ливитт позволило Харлоу Шепли показать, что Солнце не находится в центре Галактики, а Эдвину Хабблу — доказать, что Млечный Путь не находится в центре Вселенной. Начался новый этап астрономии, связанный с изучением структуры и масштабов Вселенной. Хаббл считал, что Ливитт заслуживала Нобелевской премии за свою работу, она была номинирована на звание члена Академии наук Швеции в 1924 году, но лишь спустя три года после смерти..